# Eloy
Eloy er by i Pinal County i delstaten Arizona i USA. Byen har 15.635 (2020) indbyggere.
Byen Eloy startede sine dage som en ensom Southern Pacific jernbanens "sektion hus" i starten af den 20. århundrede. Navnet, siges det, kommer fra en jernbanearbejder som, da han så den øde område, udråbte "Eloi!", formentlig spansk for det Bibelske "Eli, Lama Sabachthani?" eller "Min Gud hvorfor har du svigtet mig?". Ensomheden forsvandt da bomuldsfarmere flyttede ind i området og Eloy begyndte at vokse.
Lidt nord for byen ligger en lille flyveplads som huser forskelige fimarer samt en af verdens største faldskærmssports steder også kaldet en dropzone, samt en vertical vindtunnel som bruges som fritfalds simulator af faldskærmsspringer.